# Steve Perry
Steve Perry, född Stephen Ray Perry den 22 januari 1949 i Hanford, Kalifornien, var tidigare sångare i gruppen Journey. 

## Karriär
Perry sjöng på Journeys största hits som "Don't Stop Believin'", "Open Arms", "Separate Ways (Worlds Apart)", "Wheel in the Sky" och "Be Good To Yourself".
Han kom med i gruppen 1978 och hans röst, tillsammans med bandets alltmer radiovänliga inriktning, innebar det stora genombrottet för bandet. Han och dåvarande keyboardisten Gregg Rolie delade i början på sången men efter Rolies avhopp 1980 var Perry Journeys odiskutable frontman. Skivor som "Infinity", "Escape" och "Frontiers" sålde i miljonupplagor och gjorde Journey till superstjärnor och Steve Perry hyllades av fansen.
Efter att Journey gjorde ett uppehåll efter "Raised on Radio"- turnén 1986–1987 lämnade Perry i princip musikbranschen för ett tag. Det första livstecknet kom i form av soloplattan "For the love of strange medicine" 1994. Då denna floppade var Perry mer än gärna villig att delta i en Journey-återförening, vilket skedde 1996 i och med comebackplattan "Trial by fire".
En efterföljande turné var planerad men Steve Perry fick problem med en alltmer krånglande höft och bad om att få lägga turnéplanerna på is ifall operationer var nödvändig. På grund av det och Perrys hälsoproblem beslöt sig övriga medlemmar i Journey att fortsätta utan honom. Dock inte trummisen Steve Smith som hoppade av då han ansåg att Journey utan Perry saknade framtid. Under 1998 blev Steve Augeri ny sångare i bandet.

### Comeback
Perry överraskade fans när han under maj och juni månad år 2014 för första gången på 20 år framträdde på scen, vilket skedde under tre shower med gruppen The Eels, den första 25 maj i Saint Paul. Senare uppträdde Perry med Eels 31 maj på Lincoln Theater i Washington DC, och sista gången den 11 juni på Orpheum Theater i Los Angeles. Han framförde kända Journey-hits såsom "Lovin', Touchin', Squeezin'", "Lights", "Open Arms", och även "It's a Motherfucker" av The Eels och i Los Angeles framfördes även Sam Cooke-covern "Only 16".
Den 7 april 2017 röstades Steve tillsammans med sina före detta bandmedlemmar i Journey in i Rock and Roll Hall of Fame. Utöver Journey röstades även ett antal andra renommerade artister in, bland andra ELO, Joan Baez, Pearl Jam, Yes, samt den avlidne rapikonen Tupac Shakur. Förhoppningarna var höga hos fans om att Perry skulle ställa sig på scen och framträda tillsammans med Journey. Han valde trots det att inte uppträda, utan gav ett tacktal på dryga sju minuter.
I augusti 2018 meddelade Perry att ett nytt soloalbum var på väg, 10-låtarsalbumet "Traces" gavs ut 5 oktober 2018. Butikskedjan Target i USA sålde en specialutgåva av albumet med ytterligare 5 nya låtar.

## Diskografi (solo)
Studioalbum
- Street Talk (1984)
- For The Love Of Strange Medicine (1994)
- Traces (2018)[3]

Hitsinglar (topp 20 på Billboard Hot 100)
- "Don't Fight It" (med Kenny Loggins) (1982) (#17)
- "Oh Sherrie" (1984) (#3)
- "Foolish Heart" (1984) (#18)

Samlingsalbum
- Perry's Coming (1995)
- Greatest Hits + Five Unreleased (1998)
- Playlist: The Very Best of Steve Perry (2009)
- Oh Sherrie: The Best of Steve Perry (2010)